# Каталин Карико
Каталин Карико (на унгарски: Karikó Katalin, ˈkɒrikoː ˌkɒtɒlin; родена на 17 януари 1955 г.) е унгарска биохимичка специалистка по функциите на РНК. Основният ѝ научен принос е развитието на ин витро-транскрипция на иРНК за белтъчна терапия. Тя е съосновател и изпълнителен директор на биотехнологичната компания RNARx, от 2006 г. до 2013 г. От 2013 г. работи с BioNTech RNA Pharmaceuticals, първо като вицепрезидент, а от 2019 г. като старши вицепрезидент. Тя е и помощник-професор в Пенсилванския университет.
Сред научните приноси на Карико е откриването на имунната активация чрез иРНК, което води до откриването, заедно с Дрю Уейсман, на нуклеозидните модификации на иРНК, които водят до потискане на имуногенността на РНК, което е ключов елемент към терапевтичната употреба на иРНК.  Заедно с Уейсман, тя е автор на патент в САЩ за приложението на имуногенна, нуклеозидно модифицирана РНК. Лицензи за тази технология притежават BioNTech и Moderna, която е приложена в техните ваксини срещу КОВИД-19. Тя и Уейсман са носители на множество награди, включително наградата „Ласкер-Дебейки“ за Клинични медицински изследвания. За тази си разработка, Карико и Уейсман получават Нобелова награда през 2023 г., в категория физиология или медицина.

## Ранни години и образование
Карико отраства в Кишуйсалаш, Унгария, в малък дом без течаща вода, хладилник, или телевизия.  Баща ѝ е месар, а майка ѝ счетоводителка. В началното си образование е показава изключителни способности в областта на точните и природни науки. Завършва Реформираната
гимназия „Жигмонд Мориц“.
Защитава докторат в Сегедския университет. След това продължава научната си работа в Научния център по биология на Унгарската академия на науките. През 1985 г., финансирането на лабораторията ѝ е спряно, и тя емигрира в САЩ със съпруга си и двегодишното си дете. За да финансират пристигането си в САЩ, семейството продава колата си и обръща получените пари на черния пазар на валута и скрива получените 900 британски лири в плюшена играчка..
Между 1985 г. и 1988 г., докато работи като пост-док в университета Темпъл във Филаделфия, и Uniformed Services University of the Health Sciences в Бетседа, Мериленд, (1988 – 89 гг.) Карико участва в провеждането на клинични изследвания на пациенти със СПИН, хематологични заболявания, и хронична умора, на които са дава двойноверижна РНК (dsRNA). По това време, това се е смятало за повратен метод в науката, тъй като молекулярните механизми на индуциране на производство на интерферони от dsRNA не са били познати, макар антивирусните и антинеопластични свойства на интерфероните да са били добре документирани. 

## Кариера
През 1989 г., Карико започва работа в Пенсилванския университет, където работи с Елиът Барнатан върху информационната РНК.  През 1990 г., в качеството си на доцент в Школата по медицина Перелман на Пенсилванския университегт, Карико подава молба за финансиране на проект за генна терапия базирана на иРНК. Оттогава, терапиите, базирани на иРНК са неин главен научен интерес. Започва процедура по получаване на пълна професорска титла, но неуспехите на молбите ѝ за финансиране не ѝ позволяват да се издигне в кариерата. Тя остава на позицията си и запазва научния си интерес към иРНК. През 1997 г., тя се среща с Дрю Уейсман, професор по имунология в Пенсилванския университет.  Отстоява с изключително постоянство научната си работа, въпреки неблагоприятните условия на академичната среда. 
Най-важният принос на Карико идва след като изследва въпроса защо транспортната РНК, използвана в контролната група на клинично проучване, не предизвиква същата имунна реакция като информационната РНК. В серия от статии от 2005 г. и следващите години, Карико и Уейсман описват как специфични нуклеозидни модификации на иРНК водят до потискане на имунните реакции. Те основават малка компания, и през 2006 г. и 2013 г., стават автори на патенти за приложението на модифицирани нуклеозиди за потискане на имунната реакция към иРНК. Малко след това, университетът продава интелектуалната собственост на Гари Дал, собственик на фирма за лабораторно оборудване, която по-късно става известна като Cellscript. Няколко седмици по-късно, Flagship Pioneering, фонд за рисков капитал зад компанията Moderna, се свързва с Карико за да получи лиценз за патента. Тя отговаря „Нямаме го“. В началото на 2013 г., на Карико става известен договор за 240 млн. долара на Moderna с АстраЗенека за разработването на препарати с иРНК. Карико разбира, че няма да има възможност да приложи опита си с иРНК в Пенсилванския университет, затова поема функцията вице-президент на BioNTech RNA Pharmaceuticals, където през 2019 г. израства до старши вицепрезидент.
Научната работа на Карико и специализациите ѝ включват основани на иРНК генни терапии, индуцирани от РНК имунни реакции, молекулярни основи на исхемичната толерантност, и лечение на исхемична болест на мозъка.

## Научни приноси
Научната работа на Карико е в основата на разработените от BioNTech и Moderna методи за създаване на терапевтична иРНК, която не предизвиква имунна реакция. През 2020 г., технологията на Карико и Уейсман е използвана в създаването на ваксини срещу COVID-19, произвеждани от Пфайзер (и разработена от BioNTech) и Moderna.
Британският етнолог Ричард Доукинс, и канадският клетъчен биолог Дерик Роси, който е сред основоположниците на Moderna, отправят апел Карико и Уейсман да получат Нобелова награда. Това се случва през 2023 година.

## Патенти
Карико е съавтор на патентите US8278036B2 и US8748089B2.

## Награди и почести
- 2020: Почетен гражданин на Кишуйсалаш[25]
- 2020: Награда за обществена личност на годината[26]
- 2020: Награда Роузънстийл[27]
- 2021: Награда на унгарския дух[28]
- 2021: Почетен гражданин на област Чонград-Чанад. [29]
- 2021: Почетен гражданин на Сегед[30]
- 2021: Почетен доктор на Сегедския университет[31]
- 2021: Награда „За човешкото достойнство“[32]
- 2021: Награда „Ищван Сечени“ [33]
- 2021: Wilhelm Exner Medal[34][35]
- 2021: Награда Семелвайс[36]
- 2021: участие в класацията 50 над 50 на Форбс за 2021 г. (предприемачи, лидери, учени, творци над 50 годишна възраст) [37]
- 2021: Медал Райхщайн[38]
- 2021: Награда на принцесата на Астурия в категорията „Научни изследвания“[39]
- 2021: Награда Building the Foundation[40]
- 2021: Награда Луиза Грос Хорвиц[41]
- 2021: Награда на Медицинския център на Олбани[42]
- 2021: Награда Ласкър-ДеБейки за клинични медицински изследвантия[43]
- 2022: Награда Л'Ореал - ЮНЕСКО за жените в науката[44]
- 2022: Награда Вилчек[45]
- 2022: Награда за пробив в медицинската наука[46]
- 2022: Награда Пол Ерлих и Лудвиг Дармшатер[47]
- 2023: Нобелова награда за физиология или медицина[22]

## Избрани публикации
- Anderson, Bart R. и др. Incorporation of pseudouridine into mRNA enhances translation by diminishing PKR activation //  Nucleic Acids Research 38 (17).   September 2010. DOI:10.1093/nar/gkq347. с. 5884 – 92.
- Karikó, Katalin и др. Incorporation of pseudouridine into mRNA yields superior nonimmunogenic vector with increased translational capacity and biological stability //  Molecular Therapy 16 (11).   November 2008. DOI:10.1038/mt.2008.200. с. 1833 – 40.
- Karikó, Katalin и др. Suppression of RNA recognition by Toll-like receptors: the impact of nucleoside modification and the evolutionary origin of RNA //  Immunity 23 (2).   August 2005. DOI:10.1016/j.immuni.2005.06.008. с. 165 – 75.
- Karikó, Katalin и др. Inhibition of toll-like receptor and cytokine signaling – a unifying theme in ischemic tolerance //  Journal of Cerebral Blood Flow and Metabolism 24 (11).   November 2004. DOI:10.1097/01.WCB.0000145666.68576.71. с. 1288 – 304.
- Karikó, Katalin и др. mRNA is an endogenous ligand for Toll-like receptor 3 //  The Journal of Biological Chemistry 279 (13).   March 2004. DOI:10.1074/jbc.M310175200. с. 12542 – 50.

## Личен живот
Карико е омъжена за Бела Франсиа. Двамата са родители на двукратната олимпийска златна медалистка Сюзън Франсиа.

## Присъствие в медиите
През април 2021 г. The New York Times публикува обширна статия за пандемията от COVID-19.
На 10 юни 2021 г. подкастът The Daily на The New York Times прави обширен репортаж за кариерата на Карико, като подчертава множеството трудности, които тя е преодоляла, за да получи признание.